# Pietro Caprano
Pietro Caprano ( nascido em 28 de fevereiro  de 1759 em Roma , † 24 de fevereiro de 1834 ibid ) foi um cardeal da Igreja Romana .

## vida
Caprano foi ordenado sacerdote em 23 de fevereiro de 1782 . Em 8 de março de 1816, tornou-se arcebispo titular de Icônio . A consagração episcopal doou-o em 17 de março de 1816 na igreja de San Ignazio em Roma, o Cardeal Grande Penitenciária Michele Di Pietro ; Co -consagradores foram os arcebispos da cúria Candido Maria Frattini e Giovanni Marchetti . Ele era secretário da Congregação para a Doutrina da Fé desde 1824 . Caprano era membro da Cúria e foi em 2 de outubro de 1826   pelo Papa Leão XII. in pectore elevado a cardeal, que foi publicado em 15 de dezembro de 1828 , ao mesmo tempo em que era cardeal sacerdote da igreja titular de Santi Nereo ed Achilleo. Ele participou do conclave de 1829 que elegeu o Papa Pio VIII e do conclave de 1830-1831 que elegeu Gregório XVI. emergiu como papa.
O cardeal Caprano morreu em 1834 e foi colocado na igreja de San Marcello e enterrado em San Ignazio de acordo com sua vontade em seu testamento .

## Conclaves papais
Barberini participou de 3 conclaves papais:
- Conclave de 1829 que elegeu o Papa Pio VIII.
- Conclave de 1830-1831 que elegeu o Papa Gregório XVI.